# Helianthemum mariano-salvatoris
Helianthemum mariano-salvatoris är en solvändeväxtart som beskrevs av F. Alcaraz, T.E. Diaz, S. Rivas-martinez, P. Sánchez-gómez. Helianthemum mariano-salvatoris ingår i släktet solvändor, och familjen solvändeväxter. Inga underarter finns listade i Catalogue of Life.